# Jürgen Heumann

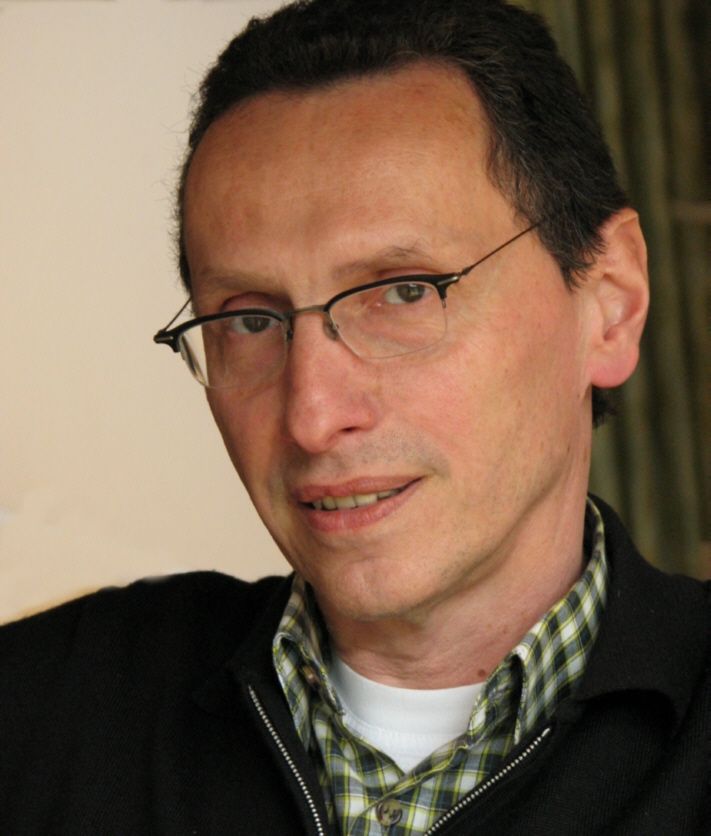
Jürgen Heumann (2007)

Jürgen Heumann (* 9. Mai 1948 in Paderborn) ist ein deutscher Religionspädagoge und Universitätsprofessor.

## Leben
Heumann wuchs als Kind eines Dortmunder Bergmanns auf und absolvierte zunächst eine Ausbildung zum Verwaltungsbeamten. Nachdem er auf dem zweiten Bildungsweg das Abitur nachgeholt hatte, studierte er an der Pädagogischen Hochschule Ruhr in Dortmund sowie der Universität Bochum für das Lehramt in den Fächern Evangelische Theologie, Germanistik und Geschichte. 1973 schloss er sein Studium mit dem ersten, 1975 mit dem zweiten Staatsexamen ab.
Zunächst war er als Lehrer an Dortmunder Schulen tätig. 1977 begann er mit der Tätigkeit als wissenschaftlicher Assistent im Studiengang Religionswissenschaft/Religionspädagogik an der Universität Oldenburg. 1981 wurde er an der Universität Dortmund mit einer Arbeit über ein religionspädagogisches Thema promoviert (Titel: Religiosität und Alltäglichkeit. Elemente einer religionspädagogischen Theorie zu Identität und Symbol). Von 1988 bis 1992 war er Studienleiter am Institut für Katechetischen Dienst der Evangelischen Kirche in Berlin-Brandenburg. 1991 habilitierte er sich an der Universität Oldenburg mit einer Arbeit zur Symboldidaktik (Studien zum Begründungszusammenhang einer Symboldidaktik) und wurde zum Privatdozenten ernannt. 1993 wurde er als Nachfolger von Siegfried Vierzig auf eine Universitätsprofessur für Evangelische Theologie mit dem Schwerpunkt Religionspädagogik an die Universität Oldenburg berufen, 2011 wurde er in den Ruhestand versetzt.
Heumann war 1995 bis 1999 Vorsitzender der Gemeinsamen Kommission für Lehrerbildung der Universität Oldenburg, 2005 bis 2008 Dekan der Fakultät für Human- und Gesellschaftswissenschaften und 2009 bis 2011 Direktor des Instituts für Evangelische Theologie und Religionspädagogik der Universität Oldenburg.

## Werke
In seinen Arbeiten betont Heumann die kulturelle Bedeutung der Religionen in der Gegenwart. Er plädiert für eine religiöse Grundbildung in der öffentlichen Schule für alle Schülerinnen und Schüler. Im Dialog mit den Theologien, den Sozial- und Kulturwissenschaften und den Religionsgemeinschaften geht es ihm um einen allgemeinen Religionsunterricht, unter Verzicht auf dessen Bekenntnisbindung. Neben einer Vielzahl eigener Publikationen ist Heumann Mitherausgeber der Reihe Religion in der Öffentlichkeit im Peter Lang Verlag.

### Theorie und Praxis des Religionsunterrichts an öffentlichen Schulen
- Symbol – Sprache der Wirklichkeit. 1983.
- Vom Religionsunterricht zum Kulturfach – eine Utopie? Gemeinsam Bildungsverantwortung übernehmen. in: Jürgen Heumann (Hrsg.): Religion im Bildungsangebot der Schule. Vom Religionsunterricht zur Praxis religiöser Bildung in Projekten und Unterrichtsfächern. Oldenburg 2003.

### Religion in Sozialisation, Lebensgeschichte und Lebenswelt, Bildung und Erziehung
- (Hrsg.): Über Gott und die Welt. Religion, Sinn und Werte in der Kinder- und Jugendliteratur. Frankfurt am Main, 2005.

### Religion und Kultur
- mit W. E. Müller: Auf der Suche nach Wirklichkeit. Von der (Un-)Möglichkeit einer theologischen Interpretation der Kunst. Frankfurt am Main u. a., 1996.
- (Hrsg.): Stadt ohne Religion? Zur Veränderung von Religion in Städten. Frankfurt am Main 2005.